# Sigma Hídridas
Las Sigma Hídridas (σ-Hydrids), son una lluvia de meteoros menor que tiene lugar anualmente entre finales de noviembre y principios de diciembre, con un máximo alrededor del 6 de diciembre. Su radiante se localiza en la constelación de Hydra, cerca de la estrella Sigma Hydrae, de donde deriva su nombre alternativo.

### Origen y características
El cuerpo progenitor de las Sigma Hídridas no está claramente identificado, aunque se especula que podrían estar asociadas con un cometa de período largo o con restos de antiguos cometas que ya no son visibles. Debido a su baja actividad y escasa investigación, su origen permanece incierto.
El radiante de las Sigma Hídridas se sitúa en la extensa constelación de Hidra, visible en el cielo ecuatorial. Los meteoros de esta lluvia son de velocidad media, con una entrada a la atmósfera terrestre estimada en unos 58 km/s, y suelen ser poco brillantes.

### Actividad y visibilidad
Las Sigma Hídridas son consideradas una lluvia de meteoros débil. La tasa horaria zenital (ZHR) habitual no supera los 2 a 3 meteoros por hora. Por este motivo, es una lluvia que pasa desapercibida para la mayoría de los observadores.
Su actividad puede observarse entre el 2 y el 14 de diciembre, aunque el máximo se concentra en torno al día 6. Su visibilidad depende de la posición del radiante, el cual alcanza buena altura en las primeras horas de la madrugada, especialmente desde latitudes ecuatoriales y del hemisferio sur.

### Observación
Debido a su baja frecuencia de meteoros y escaso brillo, las Sigma Hídridas no son una lluvia recomendada para observadores ocasionales. Aun así, pueden ser objeto de interés para astrónomos aficionados que documentan lluvias menores o para estudios científicos sobre pequeños enjambres meteoroidales.
Para su observación se recomienda buscar cielos oscuros, sin contaminación lumínica, y evitar la presencia de luna brillante durante el periodo de máxima actividad.